# Мацкявичюс, Антанас
Антанас Мацкя́вичюс (Антоний Мацкевич, лит. Antanas Mackevičius; 14 июня [26 июня] 1828, Моркяй, Россиенский уезд — 16 декабря, 1863 г. Ковно) — католический священник и один из виднейших руководителей Польского восстания в Литве в 1863 году.

## Биография
Выходец из обедневшего дворянского рода. Учился в Императорском университете Святого Владимира в Киеве, но бросил и поступил в духовную семинарию в городке Варняй. В течение 12 лет, до восстания, работал в сельской местности ксендзом.
Политические и общественные воззрения А. Мацкявичюса были очень близки идеям польских и русских революционеров-демократов. Так, А. Мацкявичюс пришёл к решению активно бороться против царизма и помещиков, за передачу помещичьей земли крестьянам путём вооружённого восстания. Залог успеха освободительной борьбы литовского народа он видел в единении с освободительной борьбой польского и белорусского народов, в единении с русским освободительным движением.
В 1863 году, сразу же после опубликования манифестов Литовского комитета и Польского ЦК в Вильне о восстании, А. Мацкявичюс одним из первых в Литве возглавил крестьянский отряд из нескольких сотен бойцов и открыл военные действия против царских войск. В дальнейшем его отряд действовал в объединённой повстанческой армии под руководством Сигизмунда Сераковского.
После казни Сераковского был главным организатором и начальником повстанческих отрядов в Ковенской губернии, прошёл со своим войском её большую часть, поднимая население на борьбу. 5 декабря 1863 года был схвачен и доставлен в Ковно. Суд приговорил Мацкявичюса к смертной казни через повешение. Его последними словами были: «…найдётся другой Мацкевич, и что я не сделал, сумеет окончить».

## Память
В 1978 году издан художественный маркированный конверт.